# Гавана браун
Гавана браун (англ. Havana Brown) — порода кішок. Стала першим у світі різновидом орієнтальної кішки і була зареєстрована в 1959 році. Назву отримала на честь кубинських сигар, оскільки забарвлення тварин цієї породи з шоколадно-коричневим відтінком дуже схоже на колір сигар. Своєю зовнішністю кішки цієї породи схожі з сіамською кішкою.

## Походження
Порода з'явилася в результаті схрещування європейської короткошерстої кішки і сіамської з темно-коричневими мітками. Варто відзначити, що коричневий відтінок шерсті цієї породи міг з'явитися лише в тому разі, коли тварини вирощувалися в місцевості з холодним кліматом. В Європі це були гори Швейцарії. Тому ці кішки отримали спершу назву «кішки зі Швейцарських гір».

## Зовнішній вигляд
Дана порода кішок середнього розміру з м'язистою статурою. Основна відмінність породи — це їх яскраве однотонне коричневе забарвлення. Шерсть гладка і блискуча. Кошенята і молоді кішки можуть мати мітки таббі, які з віком поступово зникають.
У цих тварин голова невеликого розміру, подовженої форми, вуха великі, при цьому широкі й прямі. Очі мають мигдалеподібну форму і зелений колір. Кінчик носика і подушки лап — рожеві, вуса коричневого або мулового кольору.

## Характер
Відзначають, що кішки цієї породи мають грайливий характер, вони є відданими тваринами, які швидко звикають до своїх господарів. Для них дуже важливими є людська увага і турбота. Полюбляють прогулянки, швидко звикають до повідця. При появі у домі іншої кішки, поводяться дружно.

## Світлини

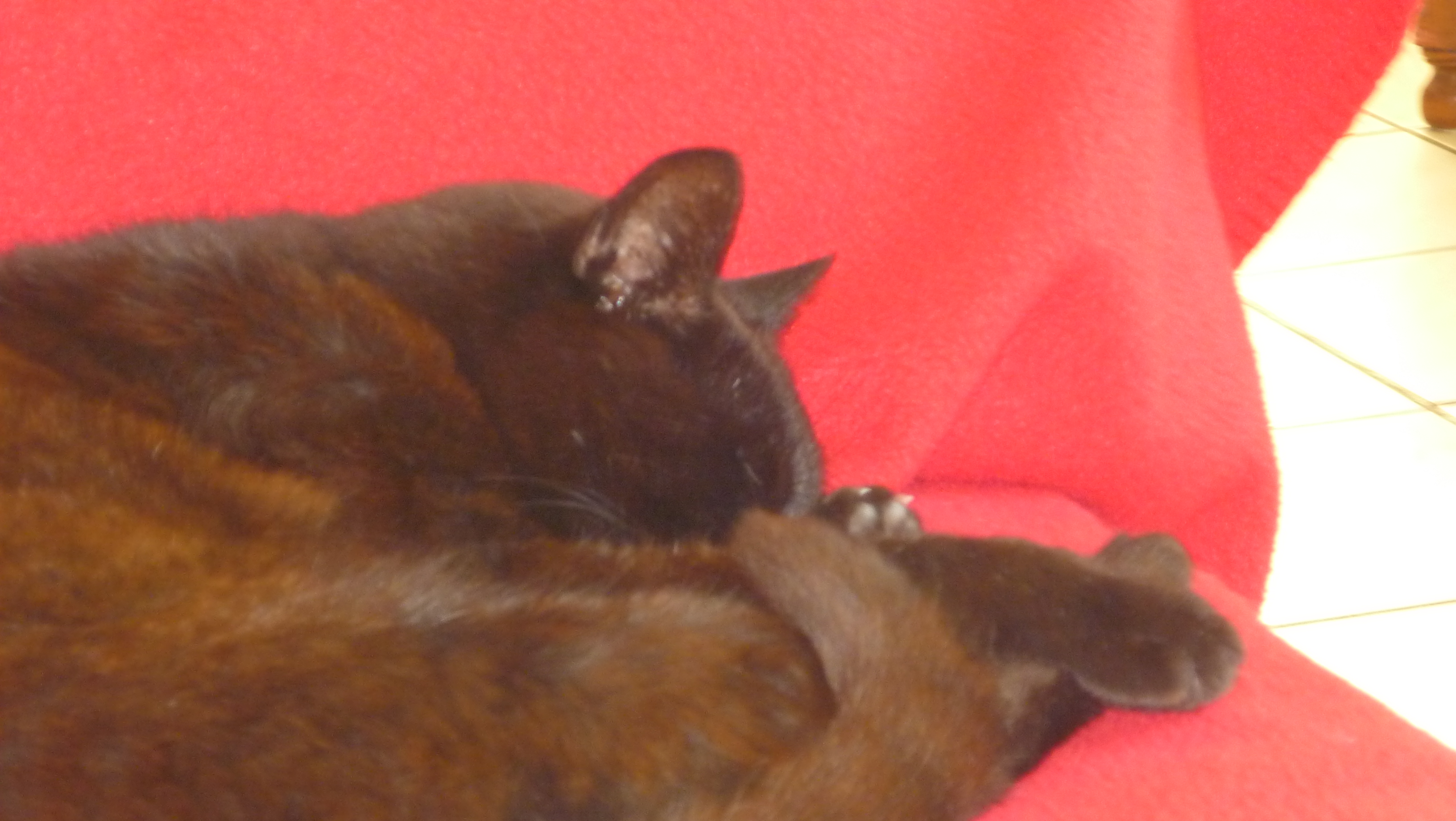
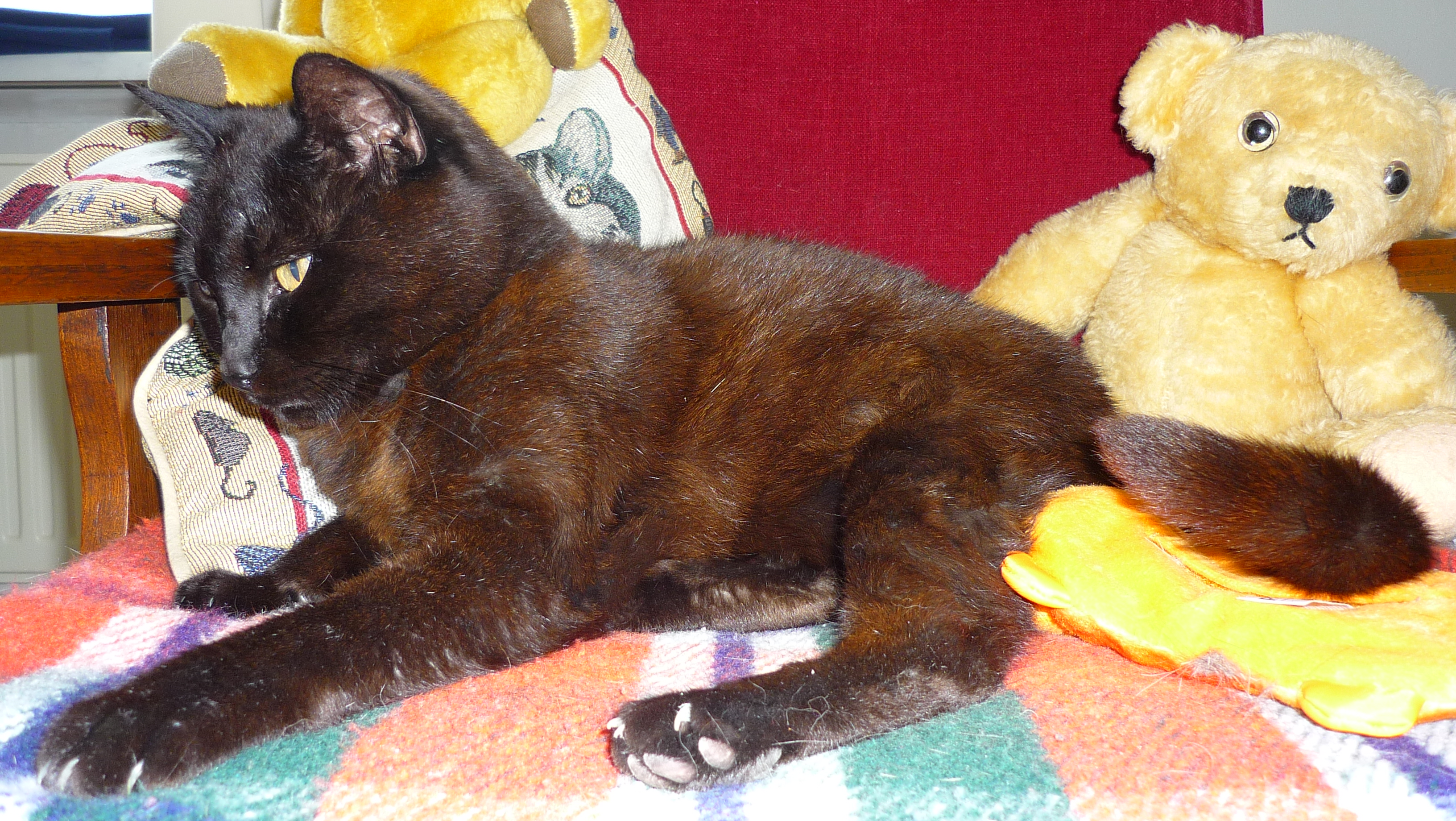
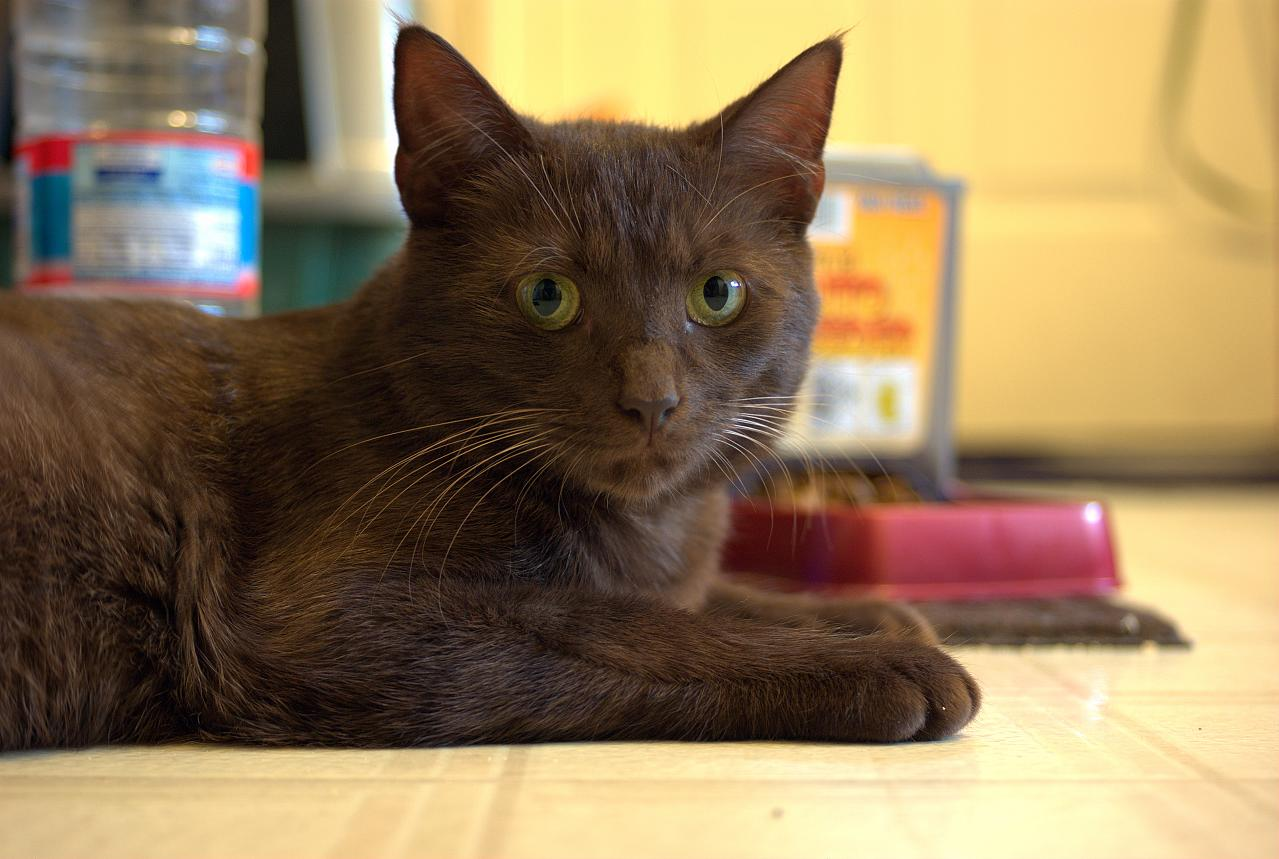
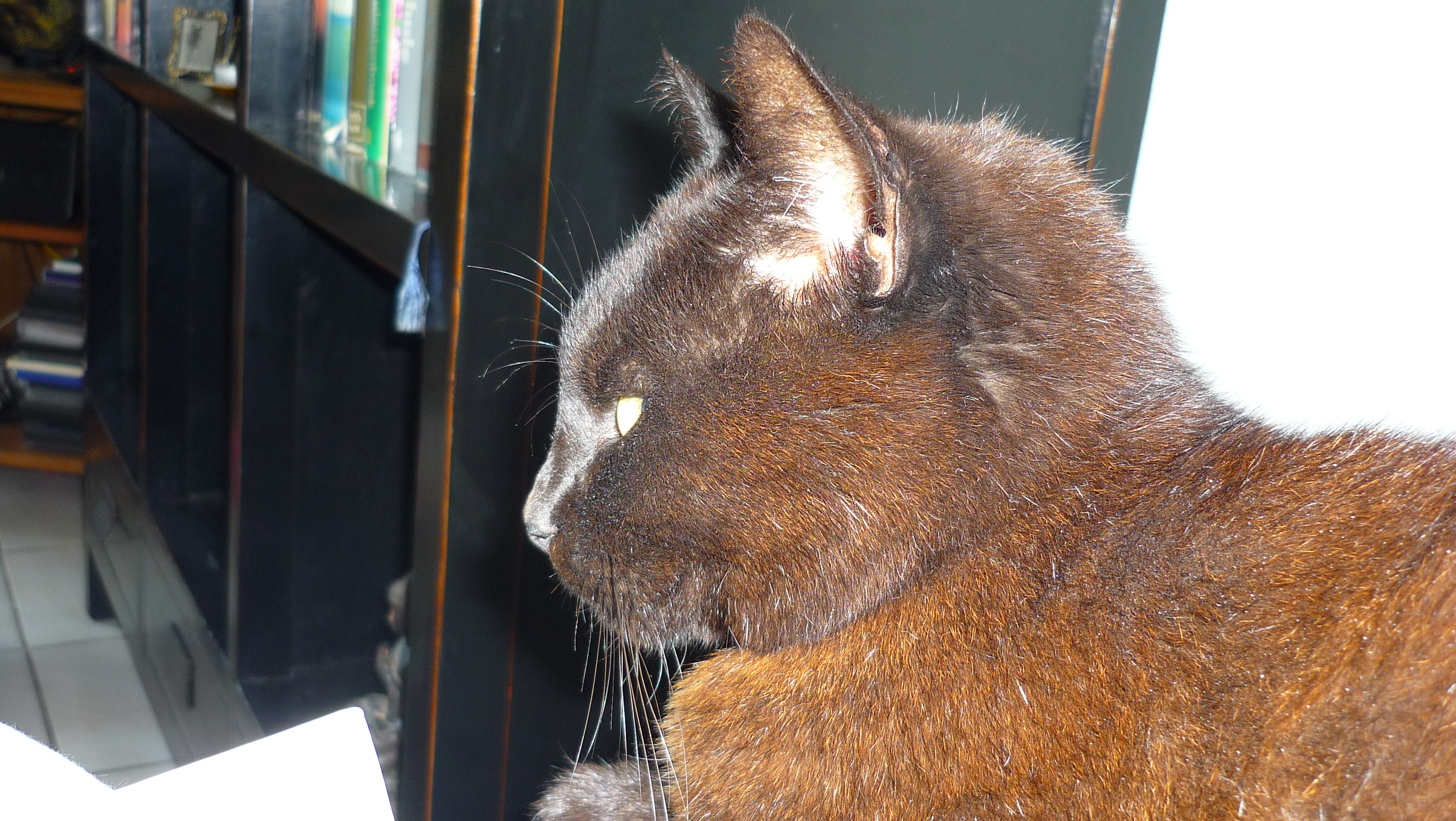
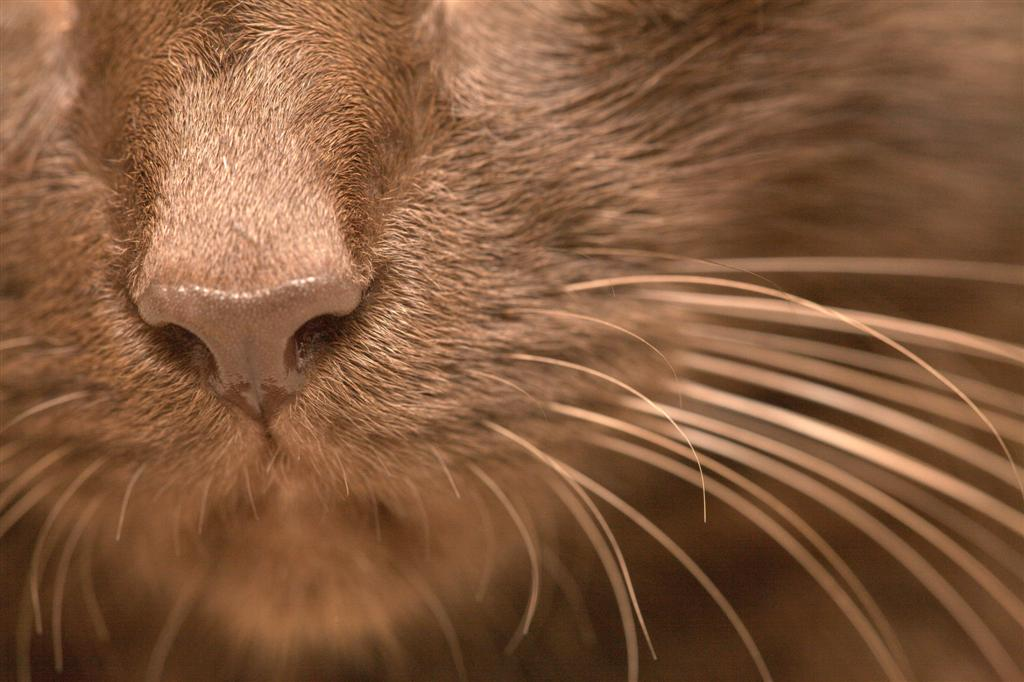
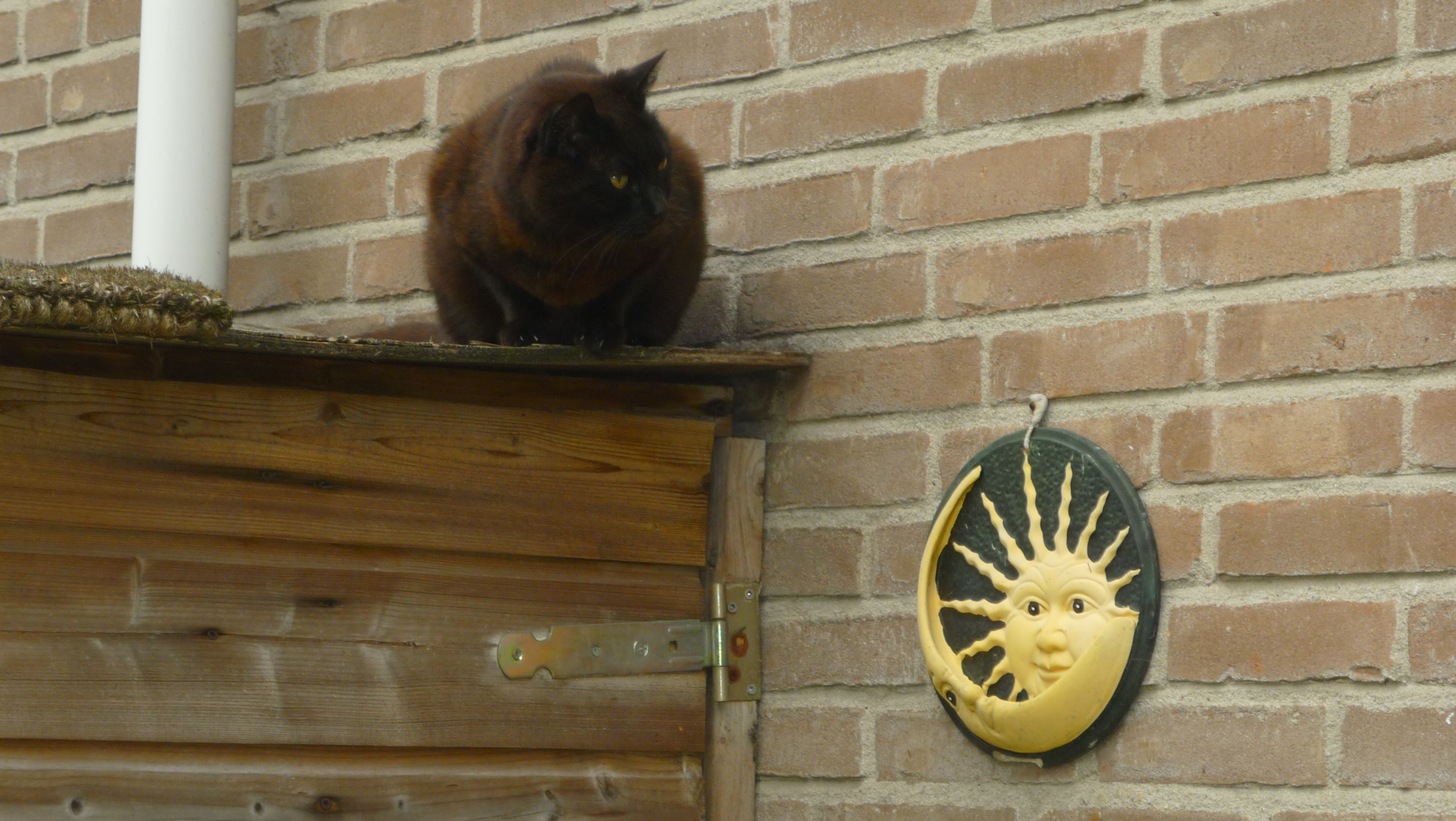